# Gmarket
Gmarket ist ein südkoreanischer Onlineversandhändler mit einer breit gefächerten Produktpalette. Gmarket wurde im Jahr 2000 von dem Handelsunternehmen Interpark gegründet und 2009 von dem Online-Marktplatzanbieter eBay übernommen.

## Geschichte
Der Vorgänger zu Gmarket wurde 1999 von Gu Yeong-bae (구영배) als Teil der Auktions- und Ticketplattform Interpark gegründet. 2000 wurde daraus eine eigenständige Website namens Goodsdaq (구스닥). 2003 wurde die Website zu Gmarket umbenannt.
2006 wurde Gmarket der erste südkoreanische Onlineshop, der im NASDAQ gelistet war. 2009 übernahm das amerikanische Handelsunternehmen eBay Gmarket für etwa 1,2 Milliarden US-Dollar. Daraufhin wurde Gmarket auch nicht mehr im NASDAQ geführt.
Das Unternehmen vertreibt mit Gmarket Sans eine eigene Schriftart.